# طفيلي داخل الخلية
طفيلي داخل الخلية أو طفيلي جَوَّاني أو طفيلي خلوي التوضع أو طفيلي ضِمن خلوي (بالإنجليزية: Intracellular parasite)‏ هي ميكروبات طفيلية - طفيليات مجهرية لها القُدرة على النُمو والتكاثر داخل خلايا العائِل.

## اختياري
الطُفيليات الاختيارية داخل الخلية (بالإنجليزية: Facultative intracellular parasites)‏ هي قادرة على العيش والتكاثر إما داخل أو خارج الخلايا.
من الأمثلة البكتيرية عليها:
- فيلقية.
- متفطرة.
- نوكاردية.
- مكورات حمراء خيلية.[3]
- يرسينية.
- نيسرية سحائية.[4]
- لستيريا مولدة للوحيدات.
- بروسيلا.
- فرنسيسيلة تولارية.
- سلمونيلة تيفية.[5]
- برتونيلة هنسيلية

من الأمثلة الفطرية عليها:
- نوسجة.[6]
- مستخفية مورمة.[7]

## إجباري

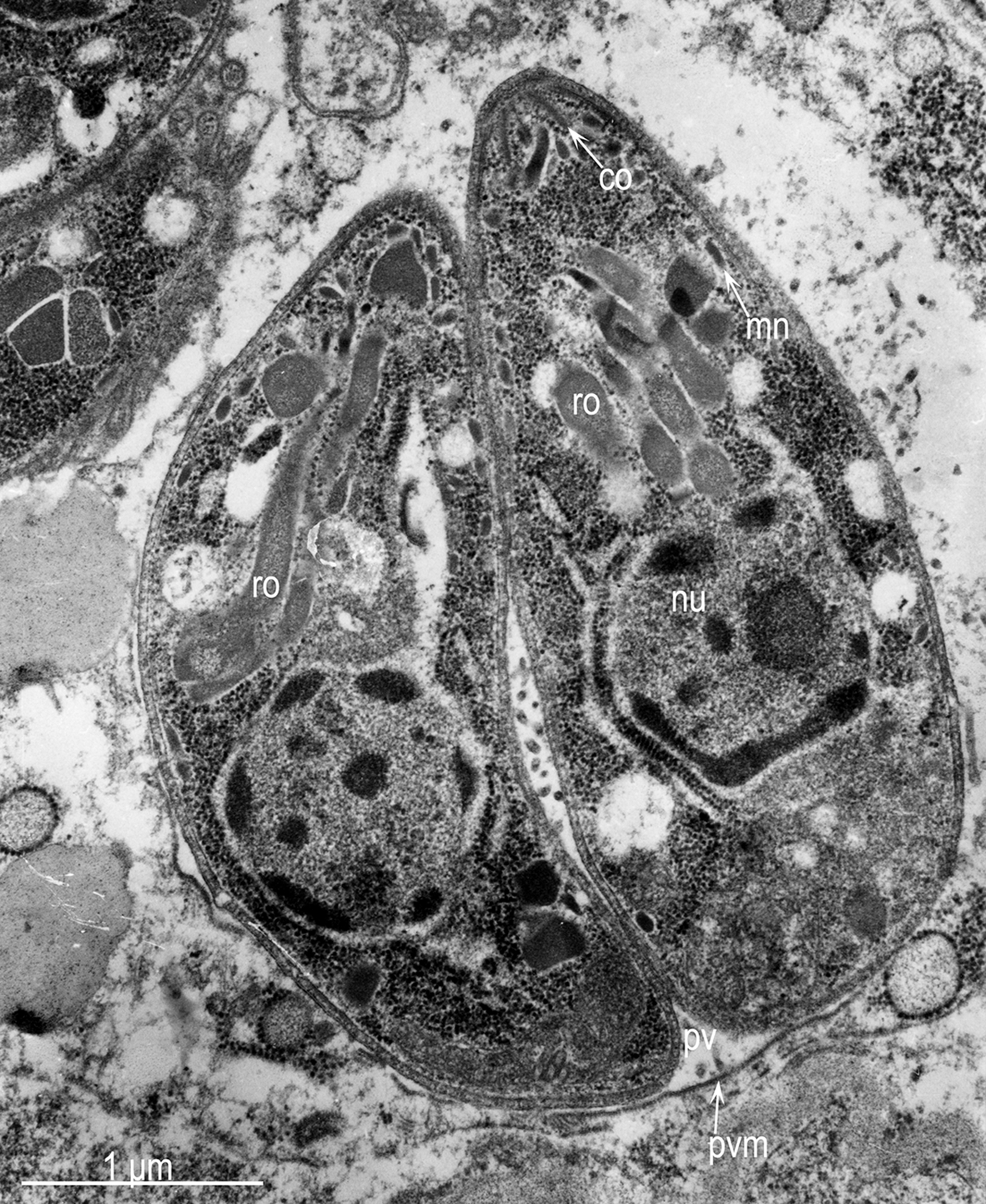
المقوسة الغوندية داخل خلية المُضيف، الصُورة بواسطة المجهر الإلكتروني الماسح.

الطُفيليات الإجبارية داخل الخلية (بالإنجليزية: Obligate intracellular parasites)‏ هي كائنات لا تستطيع أن تتكاثر خارج الخلية المُضيفة، أي أنَّ الطُفيلي يحتاج إلى عوامل ومصادر داخلية للتكاثر.
تتضمن الطفيليات الإجبارية داخل الخلية في الإنسان، ما يلي:
- الفيروسات.
- البتكيريا، مِثل:
  - المتدثرة والأنواع القريبة مِنها.[8]
  - ريكتسيا.
  - الكوكسيلا.
  - تتضمن بعض أنواع المتفطرة مِثل المتفطرة الجذامية.
- الأوليات، مِثل:
  - معقدات القمة (أنواع المتصورة وَالمقوسة الغوندية وَخفية الأبواغ الصغيرة[9]).
  - المثقبيات (أنواع الليشمانيا وَالمثقبية الكروزية).
- الفطريات، مِثل:
  - المتكيسة الرئوية الجؤجؤية.[10]

من الممكن أن تكون الميتوكندريا في حقيقيات النواة أصلية الوجود كما هوَ الحال في بعض الطفيليات، ولكن الأمر انتهى بالكائن إلى إنشاء علاقة تقايضية (نشوء تعايشي).
تُعتبر دراسة مسببات الأمراض الإجبارية صَعبة، وذلك لأنهُ في الغالب لا يُمكن استنساخها أو تكثيرُها خارج المُضيف، ولكن بالرغم من ذلك في عام 2009 قدمَ العُلماء تِقنية تَسمح لِطفيل حمى كيو الكوكسيلة البورنيتية أن تنمو في مزرعة ممحوضة، وذكرَ العُلماء أنَّ هذه التقنية قد تكون مُفيدة في دراسة مسببات الأمراض الأُخرى.

## التغذية
العديد من الطُفيليات داخل الخلية تعمل على الحِفاظ على خلايا المُضيف حَية لأطول فترة ممكنة كي تقوم بالتكاثر والنُمو، وذلك لأنَّ الطفيليات تحتاج لمغذيات من الممكن أن تكون نادرة الوجود بشكل حُر في الخلية، ولدراسة آلية حصول الطُفيل على الغذاء تم اعتبار الفيلقية المستروحة (بكتيريا اختيارية داخل الخلية) نموذج، حيثُ أنَّ هذه البكتيريا تَقوم بالحصول على الغذاء عن طريق تكسير/تدهور بروتوزوم المُضيف، حيثُ يتم تكسير بروتينات المُضيف إلى أحماض أمينية تُزود الطُفيل بالكربون الأساسي وبمصدر الطاقة.

## المعرضون لمخاطر العدوى
الأشخاص المُصابين بنقص الخلايا التائية مُعرضون بِشكل كبير للعدوى بالطفيليات داخل الخلية.